# Цикл женских турниров ITF 2012 (июль — сентябрь)
Цикл женских турниров ITF 2012 (англ. 2012 ITF Women's Circuit) — ежегодный женский тур профессиональных теннисистов, проводимый Международной федерацией тенниса.
Статья содержит результаты третьей четверти года — с июля по сентябрь.

## Расписание

### Легенда
| Призовой фонд |
| 100.000 USD   |
| 75.000 USD    |
| 50.000 USD    |
| 25.000 USD    |
| 15.000 USD    |
| 10.000 USD    |

### Июль
| Дата начала | Турнир                                                                                | Чемпионки (Счёт финала)                                      | Финалистки                                  |
| ----------- | ------------------------------------------------------------------------------------- | ------------------------------------------------------------ | ------------------------------------------- |
| 2 июля      | Стамбул, Турция $10,000 — Хард Турнир 2012                                            | Мелис Сезер 7-6(5) 6-4                                       | Сандра Рома                                 |
| 2 июля      | Стамбул, Турция $10,000 — Хард Турнир 2012                                            | Башак Эрайдын Мелис Сезер 6-1 6-4                            | Элизабет Фурнье Бриттани Вовчук             |
| 2 июля      | Брюссель, Бельгия $10,000 — Грунт Турнир 2012                                         | Наталья Рыжонкова 6-2 — отказ                                | Каролина Влодарчак                          |
| 2 июля      | Брюссель, Бельгия $10,000 — Грунт Турнир 2012                                         | Даниэла Сегель Анна Смолина 2-6 6-2 [10-7]                   | Элен Буйкенс Каролина Влодарчак             |
| 2 июля      | Прокупле, Сербия $10,000 — Грунт Турнир 2012                                          | Виктория Кан 6-1 6-2                                         | Мария Мох                                   |
| 2 июля      | Прокупле, Сербия $10,000 — Грунт Турнир 2012                                          | Луция Бутковска Виктория Кан 6-0 2-6 [10-7]                  | Лина Джёрческа Далия Зафирова               |
| 2 июля      | Нью-Дели, Индия $10,000 — Хард Турнир 2012                                            | Мияби Иноуэ 6-2 6-2                                          | Анкита Райна                                |
| 2 июля      | Нью-Дели, Индия $10,000 — Хард Турнир 2012                                            | Риса Хасэгава Мияби Иноуэ 1-6 7-5 [10-1]                     | Швета Рана Пратана Томбаре                  |
| 2 июля      | Шарм-эш-Шейх, Египет $10,000 — Хард Турнир 2012                                       | Анна Моргина 6-3 6-1                                         | Камила Керимбаева                           |
| 2 июля      | Шарм-эш-Шейх, Египет $10,000 — Хард Турнир 2012                                       | Винъяу Венис Чжань Анна Моргина 6-1 6-2                      | Маги Азиз Мора Эшак                         |
| 2 июля      | Паттайя, Таиланд $10,000 — Хард Турнир 2012                                           | Луксика Кумкхум 6-2 6-2                                      | Нунгнадда Ваннасук                          |
| 2 июля      | Паттайя, Таиланд $10,000 — Хард Турнир 2012                                           | Эри Ходзуми Мари Танака 4-6 6-4 [12-10]                      | Тайра Кальдервуд Диэнн Холландс             |
| 2 июля      | Роверето, Италия $15,000 — Грунт Турнир 2012                                          | Тимея Бачински 6-0 6-2                                       | Анна Шефер                                  |
| 2 июля      | Роверето, Италия $15,000 — Грунт Турнир 2012                                          | Эстель Гисар Юлия Майр 6-3 6-3                               | Диана Бузян Даниэлла Хармсен                |
| 2 июля      | Хучжу, Китай $15,000 — Грунт Турнир 2012                                              | Лю Чан 6-3 6-4                                               | Чжан Кайлинь                                |
| 2 июля      | Хучжу, Китай $15,000 — Грунт Турнир 2012                                              | Ли Ихун Чжан Кайлинь 3-6 6-4 [10-6]                          | Тянь Жань Ван Яфань                         |
| 2 июля      | Денен, Франция $25,000 — Грунт Турнир 2012                                            | Кристина Кучова 6-2 1-6 6-2                                  | Михаэла Гончова                             |
| 2 июля      | Денен, Франция $25,000 — Грунт Турнир 2012                                            | Миртиль Жоржес Селин Гескир 6-4 6-2                          | Михаэла Гончова Изабелла Шиникова           |
| 2 июля      | Мидделбург, Нидерланды $25,000 — Грунт Турнир 2012                                    | Кирстен Флипкенс 6-1 6-0                                     | Араван Резаи                                |
| 2 июля      | Мидделбург, Нидерланды $25,000 — Грунт Турнир 2012                                    | Дзюнри Намигата Юрика Сэма 6-3 6-1                           | Бернис ван де Вельде Ангелика ван дер Мет   |
| 2 июля      | Торунь, Польша $25,000 — Грунт Турнир 2012                                            | Данка Ковинич 6-3 4-6 6-3                                    | Паула Каня                                  |
| 2 июля      | Торунь, Польша $25,000 — Грунт Турнир 2012                                            | Катерина Крамперова Мартина Кубичикова 1-6 6-3 [10-4]        | Катажина Питер Барбара Собашкевич           |
| 2 июля      | Денвер, США $50,000 — Хард Турнир 2012                                                | Николь Гиббс 6-2 3-6 6-4                                     | Жюли Куэн                                   |
| 2 июля      | Денвер, США $50,000 — Хард Турнир 2012                                                | Мари-Эв Пеллетье Шелби Роджерс 6-3 3-6 [12-10]               | Лорен Эмбри Николь Гиббс                    |
| 2 июля      | Ферсмольд, Германия $50,000 — Грунт Турнир 2012                                       | Анника Бек 6-3 6-1                                           | Анастасия Севастова                         |
| 2 июля      | Ферсмольд, Германия $50,000 — Грунт Турнир 2012                                       | Майлен Ору Мария Иригойен 6-1 6-4                            | Елена Богдан Река-Луца Яни                  |
| 2 июля      | Международный теннисный турнир в Пьемонте Бьелла, Италия $100,000 — Грунт Турнир 2012 | Юханна Ларссон 6-3 6-4                                       | Анна Татишвили                              |
| 2 июля      | Международный теннисный турнир в Пьемонте Бьелла, Италия $100,000 — Грунт Турнир 2012 | Ева Грдинова Мервана Югич-Салкич 1-6 6-3 [10-8]              | Сандра Клеменшиц Татьяна Малек              |
| 9 июля      | Яссы, Румыния $10,000 — Грунт Турнир 2012                                             | Патрича Мария Циг 6-2 3-6 6-4                                | Ралука Елена Платон                         |
| 9 июля      | Яссы, Румыния $10,000 — Грунт Турнир 2012                                             | Александра Дамаскин Патрича Мария Циг 6-3 3-6 [11-9]         | Мартина Кубичикова Тереза Маликова          |
| 9 июля      | Стамбул, Турция $10,000 — Хард Турнир 2012                                            | Башак Эрайдын 5-7 6-4 6-1                                    | Татьяна Буа                                 |
| 9 июля      | Стамбул, Турция $10,000 — Хард Турнир 2012                                            | Акари Иноуэ Каори Ониси 6-1 6-1                              | Юка Хигути Хироно Ватанабэ                  |
| 9 июля      | Паттайя, Таиланд $10,000 — Хард Турнир 2012                                           | Нунгнадда Ваннасук 6-4 4-6 6-4                               | Чан Су Джон                                 |
| 9 июля      | Паттайя, Таиланд $10,000 — Хард Турнир 2012                                           | Юрина Косино Юми Миядзаки 6-4 6-3                            | Камонван Буаям Дэн Мэннин                   |
| 9 июля      | Турин, Италия $10,000 — Грунт Турнир 2012                                             | Эстель Гисар 6-4 6-4                                         | Анжелика Морателли                          |
| 9 июля      | Турин, Италия $10,000 — Грунт Турнир 2012                                             | Лусия Сервера-Васкес Деспина Папамихаил 3-6 6-3 [10-6]       | Эстель Гисар Катарина Негрин                |
| 9 июля      | Хучжу, Китай $15,000 — Грунт Турнир 2012                                              | Вэнь Синь 3-6 6-2 6-1                                        | Сунь Хунжуй                                 |
| 9 июля      | Хучжу, Китай $15,000 — Грунт Турнир 2012                                              | Ли Тин Лян Чэнь 7-5 3-6 [10-6]                               | Ли Ихун Тянь Жань                           |
| 9 июля      | Ашаффенбург, Германия $25,000 — Грунт Турнир 2012                                     | Анна-Лена Фридзам 6-4 2-6 6-4                                | Катрин Вёрле                                |
| 9 июля      | Ашаффенбург, Германия $25,000 — Грунт Турнир 2012                                     | Флоренсия Молинеро Штефани Фогт 6-3 7-6(3)                   | Малу Эйдесгард Река-Луца Яни                |
| 9 июля      | Звевегем, Бельгия $25,000 — Грунт Турнир 2012                                         | Анастасия Севастова 6-0 6-3                                  | Чагла Бююкакчай                             |
| 9 июля      | Звевегем, Бельгия $25,000 — Грунт Турнир 2012                                         | Михаэла Бузарнеску Никола Гойер 7-6(5) 1-6 [10-4]            | Ким Килсдонк Николетта ван Эйтерт           |
| 9 июля      | Ватерлоо, Канада $50,000 — Грунт Турнир 2012                                          | Шэрон Фичмен 6-3 6-2                                         | Юлия Глушко                                 |
| 9 июля      | Ватерлоо, Канада $50,000 — Грунт Турнир 2012                                          | Шэрон Фичмен Мари-Эв Пеллетье 6-2 7-5                        | Сюко Аояма Габриэла Дабровски               |
| 9 июля      | Якима, США $50,000 — Хард Турнир 2012                                                 | Шелби Роджерс 6-4 6-7(3) 6-3                                 | Саманта Кроуфорд                            |
| 9 июля      | Якима, США $50,000 — Хард Турнир 2012                                                 | Саманта Кроуфорд Мэдисон Киз 6-3 2-6 [12-10]                 | Сюй Ифань Чжоу Имяо                         |
| 9 июля      | Открытый чемпионат Биаррица Биарриц, Франция $100,000 — Грунт Турнир 2012             | Ромина Опранди 7-5 7-5                                       | Мэнди Минелла                               |
| 9 июля      | Открытый чемпионат Биаррица Биарриц, Франция $100,000 — Грунт Турнир 2012             | Северин Бельтрам Лора Торп 6-2 6-3                           | Лара Арруабаррена Моника Пуиг               |
| 16 июля     | Кочабамба, Боливия $10,000 — Грунт Турнир 2012                                        | Патрисия Ку-Флорес 6-0 6-4                                   | Виктория Лосано                             |
| 16 июля     | Кочабамба, Боливия $10,000 — Грунт Турнир 2012                                        | Жасмин Бритос Кэтрин Габриэла Миранда-Чанг 3-6 7-5 [10-5]    | Виктория Лосано Камила Силва                |
| 16 июля     | Эвансвилл, США $10,000 — Хард Турнир 2012                                             | Мэллори Бердетт 6-1 6-2                                      | Дуань Инъин                                 |
| 16 июля     | Эвансвилл, США $10,000 — Хард Турнир 2012                                             | Дуань Инъин Сюй Ифань 6-2 6-3                                | Мэллори Бердетт Натали Плускота             |
| 16 июля     | Стамбул, Турция $10,000 — Хард Турнир 2012                                            | Башак Эрайдын 6-3 6-0                                        | Юлия Калабина                               |
| 16 июля     | Стамбул, Турция $10,000 — Хард Турнир 2012                                            | Юрина Косино Мари Танака 7-5 6-7(2) [10-8]                   | Акари Иноуэ Каори Ониси                     |
| 16 июля     | Кнокке-Хейст, Бельгия $10,000 — Грунт Турнир 2012                                     | Джессика Мур 6-1 7-6(4)                                      | Исалин Бонавентюре                          |
| 16 июля     | Кнокке-Хейст, Бельгия $10,000 — Грунт Турнир 2012                                     | Беатрис Моралес-Эрнандес Александра Нанкэрроу 6-1 4-6 [10-6] | Татьяна Буа Маргарида Моура                 |
| 16 июля     | Астана, Казахстан $25,000 — Хард Турнир 2012                                          | Луксика Кумкхум 3-6 6-3 6-3                                  | Нуднида Луангнам                            |
| 16 июля     | Астана, Казахстан $25,000 — Хард Турнир 2012                                          | Луксика Кумкхум Варатчая Вонгтинчай 6-2 6-4                  | Верооника Капшай Екатерина Яшина            |
| 16 июля     | Кампус-ду-Жордау, Бразилия $25,000 — Хард Турнир 2012                                 | Мария Иригойен 7-5 6-0                                       | Донна Векич                                 |
| 16 июля     | Кампус-ду-Жордау, Бразилия $25,000 — Хард Турнир 2012                                 | Моника Адамчак Мария-Фернанда Алвес 4-6 6-3 [10-3]           | Паула Кристина Гонсалвес Роксана Вайсемберг |
| 16 июля     | Дармштадт, Германия $25,000 — Грунт Турнир 2012                                       | Лаура Зигемунд 7-6(7) 6-3                                    | Анна Каролина Шмидлова                      |
| 16 июля     | Дармштадт, Германия $25,000 — Грунт Турнир 2012                                       | Юлия Киммельманн Антония Лоттнер 6-3 6-1                     | Мартина Борецкая Петра Крейсова             |
| 16 июля     | Гранби, Канада $25,000 — Хард Турнир 2012                                             | Эжени Бушар 6-2 5-2 — отказ                                  | Стефани Дюбуа                               |
| 16 июля     | Гранби, Канада $25,000 — Хард Турнир 2012                                             | Шэрон Фичмен Мари-Эв Пеллетье 4-6 7-5 [10-4]                 | Сюко Аояма Мики Миямура                     |
| 16 июля     | Имола, Италия $25,000 — Ковёр Турнир 2012                                             | Федерика ди Сарра 6-4 6-2                                    | Юлия Майр                                   |
| 16 июля     | Имола, Италия $25,000 — Ковёр Турнир 2012                                             | Аличе Балдуччи Федерика ди Сарра Без игры                    | Тадея Маерич Марина Мельникова              |
| 16 июля     | Уокинг, Великобритания $25,000 — Хард Турнир 2012                                     | Сара Гронерт 6-2 6-3                                         | Диана Марцинкевич                           |
| 16 июля     | Уокинг, Великобритания $25,000 — Хард Турнир 2012                                     | Нича Летпитаксинчай Пеангтарн Плипыч 6-2 7-5                 | Ивонн Кавалье Реймерс Никола Слейтер        |
| 16 июля     | Открытый чемпионат Вогез Контрексевиль, Франция $50,000 — Грунт Турнир 2012           | Араван Резаи 6-3 2-6 6-3                                     | Ивонн Мойсбургер                            |
| 16 июля     | Открытый чемпионат Вогез Контрексевиль, Франция $50,000 — Грунт Турнир 2012           | Юлия Бейгельзимер Рената Ворачова 6-1 6-1                    | Тереза Мрдежа Сильвия Нирич                 |
| 16 июля     | Донецк, Украина $50,000 — Хард Турнир 2012                                            | Весна Долонц 6-2 6-3                                         | Мария Жуан Кёлер                            |
| 16 июля     | Донецк, Украина $50,000 — Хард Турнир 2012                                            | Людмила Киченок Надежда Киченок 6-1 6-1                      | Валентина Ивахненко Катерина Козлова        |
| 16 июля     | BCR Open Romania Бухарест, Румыния $100,000+H — Грунт Турнир 2012                     | Мария-Тереса Торро-Флор 6-3 4-6 6-4                          | Гарбинье Мугуруса-Бланко                    |
| 16 июля     | BCR Open Romania Бухарест, Румыния $100,000+H — Грунт Турнир 2012                     | Ирина-Камелия Бегу Ализе Корне 6-2 6-0                       | Елена Богдан Ралука Олару                   |
| 23 июля     | Новый Орлеан, США $10,000 — Хард Турнир 2012                                          | Джулия Эльбаба 7-5 4-6 6-3                                   | Ли Хуачжэнь                                 |
| 23 июля     | Новый Орлеан, США $10,000 — Хард Турнир 2012                                          | Макол Харкинс Зои Гвен Скандалис 7-5 6-2                     | Роксана Эллисон Сьерра Эллисон              |
| 23 июля     | Бад-Вальтерсдорф, Австрия $10,000 — Грунт Турнир 2012                                 | Юлия Майр 6-3 6-3                                            | Зузана Залабска                             |
| 23 июля     | Бад-Вальтерсдорф, Австрия $10,000 — Грунт Турнир 2012                                 | Река-Луца Яни Кристина Шаховец 6-2 6-0                       | Александра Нанкэрроу Катарина Негрин        |
| 23 июля     | Визерба, Италия $10,000 — Грунт Турнир 2012                                           | Джола Барбьери 6-4 6-4                                       | Юлиана Лисарасо                             |
| 23 июля     | Визерба, Италия $10,000 — Грунт Турнир 2012                                           | Мария Мазини Каталина Пелья 6-1 6-2                          | Клелия Мелена Аличе Морони                  |
| 23 июля     | Измир, Турция $10,000 — Хард Турнир 2012                                              | Мияби Иноуэ 0-6 7-5 7-5                                      | Зузана Злохова                              |
| 23 июля     | Измир, Турция $10,000 — Хард Турнир 2012                                              | Акари Иноуэ Каори Ониси 6-2 1-6 [10-4]                       | Яна Сизикова Зузана Злохова                 |
| 23 июля     | Хорб-на-Неккаре, Германия $10,000 — Грунт Турнир 2012                                 | Лаура Зигемунд 6-3 6-0                                       | Гая Санези                                  |
| 23 июля     | Хорб-на-Неккаре, Германия $10,000 — Грунт Турнир 2012                                 | Эмма Хейман Яд Схулинк 2-6 6-3 [10-8]                        | Каролина Даниэльс Деяна Райцкович           |
| 23 июля     | Палич, Сербия $10,000 — Грунт Турнир 2012                                             | Виктория Кан 6-1 6-4                                         | Доротея Эрич                                |
| 23 июля     | Палич, Сербия $10,000 — Грунт Турнир 2012                                             | Карин Маргошова Ленка Тварошкова 5-7 6-4 [10-8]              | Чилла Борсаньи Агнеш Букта                  |
| 23 июля     | Масейк, Бельгия $10,000 — Грунт Турнир 2012                                           | Исалин Бонавентюре 6-2 6-1                                   | Наталья Орлова                              |
| 23 июля     | Масейк, Бельгия $10,000 — Грунт Турнир 2012                                           | Ким Килсдонк Николетта ван Эйтерт 6-4 6-0                    | Бринн Борен Шелби Талкотт                   |
| 23 июля     | Тампере, Финляндия $10,000 — Грунт Турнир 2012                                        | Сандра Рома 7-5 6-2                                          | Алёна Тарасова                              |
| 23 июля     | Тампере, Финляндия $10,000 — Грунт Турнир 2012                                        | Ольга Брозда Анук Тигу 6-4 6-3                               | Никола Горакова Юлия Валетова               |
| 23 июля     | Ла-Пас, Боливия $10,000 — Грунт Турнир 2012                                           | Гваделупа Морено 7-5 6-3                                     | Сесилия Коста Мельжар                       |
| 23 июля     | Ла-Пас, Боливия $10,000 — Грунт Турнир 2012                                           | Виктория Лосано Камила Сильва 6-3 6-2                        | Габриэла Кольиторе Гваделупа Морено         |
| 23 июля     | Рексем, Великобритания $25,000 — Хард Турнир 2012                                     | Карина Виттхёфт 6-2 6-7(4) 6-2                               | Донна Векич                                 |
| 23 июля     | Рексем, Великобритания $25,000 — Хард Турнир 2012                                     | Николь Роттманн Ленка Винерова 6-1 6-1                       | Юка Хигути Хироно Ватанабэ                  |
| 23 июля     | Ле-Контамин-Монжуа, Франция $25,000 — Хард Турнир 2012                                | Северин Бельтрам 6-2 6-2                                     | Тереза Мрдежа                               |
| 23 июля     | Ле-Контамин-Монжуа, Франция $25,000 — Хард Турнир 2012                                | Конни Перрен Маша Зец-Пешкирич 2-6 6-4 [10-5]                | Тимея Бачински Эстель Гисар                 |
| 23 июля     | Сан-Жозе-ду-Риу-Прету, Бразилия $25,000 — Грунт Турнир 2012                           | Флоренсия Молинеро 6-2 6-2                                   | Мария Иригойен                              |
| 23 июля     | Сан-Жозе-ду-Риу-Прету, Бразилия $25,000 — Грунт Турнир 2012                           | Майлен Ору Мария Иригойен 6-1 7-6(1)                         | Аранса Салют Каролина Себальос              |
| 23 июля     | Лексингтон, США $50,000 — Хард Турнир 2012                                            | Юлия Глушко 6-3 6-0                                          | Йоханна Конта                               |
| 23 июля     | Лексингтон, США $50,000 — Хард Турнир 2012                                            | Сюко Аояма Сюй Ифань 7-5 6-7(4) [10-4]                       | Юлия Глушко Оливия Роговска                 |
| 23 июля     | ITF Astana Women’s 100000$ Астана, Казахстан $100,000 — Хард Турнир 2012              | Мария Жуан Кёлер 7-5 6-2                                     | Марта Сироткина                             |
| 23 июля     | ITF Astana Women’s 100000$ Астана, Казахстан $100,000 — Хард Турнир 2012              | Оксана Калашникова Марта Сироткина 3-6 6-4 [10-2]            | Людмила Киченок Надежда Киченок             |
| 23 июля     | ITS Cup Оломоуц, Чехия $100,000 — Грунт Турнир 2012                                   | Мария-Тереса Торро-Флор 6-2 6-3                              | Александра Каданцу                          |
| 23 июля     | ITS Cup Оломоуц, Чехия $100,000 — Грунт Турнир 2012                                   | Инес Феррер Суарес Рихел Хогенкамп 6-2 7-6(4)                | Юлия Бейгельзимер Рената Ворачова           |
| 30 июля     | Вена, Австрия $10,000 — Грунт Турнир 2012                                             | Барбара Хаас 6-1 6-4                                         | Амандин Эсс                                 |
| 30 июля     | Вена, Австрия $10,000 — Грунт Турнир 2012                                             | Натела Дзаламидзе Анна Шкудун 6-4 7-5                        | София Ковалец Кристина Шаховец              |
| 30 июля     | Рексем, Великобритания $10,000 — Хард Турнир 2012                                     | Тьяки Окадауэ 2-6 7-6(6) 6-4                                 | Джада Уиндли                                |
| 30 июля     | Рексем, Великобритания $10,000 — Хард Турнир 2012                                     | Юка Хигути Хироно Ватанабэ 6-0 2-6 [10-8]                    | Каролина Бетанкур Элизабет Фурнье           |
| 30 июля     | Анкара, Турция $10,000 — Грунт Турнир 2012                                            | Лаура-Йоана Андрей 6-1 6-0                                   | Сабина Шарипова                             |
| 30 июля     | Анкара, Турция $10,000 — Грунт Турнир 2012                                            | Лаура-Йоана Андрей Зузана Злохова 4-6 6-0 [10-4]             | Кадзуса Ито Каори Ониси                     |
| 30 июля     | Гардоне-Валь-Тромпия, Италия $10,000 — Грунт Турнир 2012                              | Юлиана Лисарасо 7-5 3-6 6-4                                  | Каталина Пелья                              |
| 30 июля     | Гардоне-Валь-Тромпия, Италия $10,000 — Грунт Турнир 2012                              | Аличе Морони Габриэла Порубин 6-1 6-3                        | Стефания Фадабини Джулия Гаспарри           |
| 30 июля     | Форт-Уэрт, США $10,000 — Хард Турнир 2012                                             | Элизабет Феррис 6-1 6-1                                      | Диэнн Холландс                              |
| 30 июля     | Форт-Уэрт, США $10,000 — Хард Турнир 2012                                             | Макол Харкинс Диэнн Холландс 7-6(6) 6-4                      | Анамика Бхаргава Элизабет Феррис            |
| 30 июля     | Сан-Паулу, Бразилия $10,000 — Грунт Турнир 2012                                       | Роксана Вайсемберг 6-4 4-6 7-6(3)                            | Ана-Клара Дуарте                            |
| 30 июля     | Сан-Паулу, Бразилия $10,000 — Грунт Турнир 2012                                       | Паула Кристина Гонсалвес Роксана Вайсемберг 6-2 6-2          | Аранса Салют Каролина Себальос              |
| 30 июля     | Савитайпале, Финляндия $10,000 — Грунт Турнир 2012                                    | Пия Суомалайнен 3-6 6-3 6-3                                  | Летисия Сарразан                            |
| 30 июля     | Савитайпале, Финляндия $10,000 — Грунт Турнир 2012                                    | Карен Барбат Эвелина Виртанен Без игры                       | Ольга Брозда Никола Горакова                |
| 30 июля     | Санта-Крус-де-ла-Сьерра, Боливия $10,000 — Грунт Турнир 2012                          | Камила Силва 6-4 6-7(1) 6-3                                  | Сесилия Коста Мельжар                       |
| 30 июля     | Санта-Крус-де-ла-Сьерра, Боливия $10,000 — Грунт Турнир 2012                          | Мария-Фернанда Альварес-Теран Лусиана Сарменти 7-6(4) 6-4    | Патрисия Ку Флорес Виктория Лосано          |
| 30 июля     | Бад-Заульгау, Германия $25,000 — Грунт Турнир 2012                                    | Мервана Югич-Салкич 6-2 6-4                                  | Карина Виттхёфт                             |
| 30 июля     | Бад-Заульгау, Германия $25,000 — Грунт Турнир 2012                                    | Росио де ла Торре-Санчес Николь Роттманн 7-5 6-1             | Анастасия Пивоварова Лора Торп              |
| 30 июля     | Ребек, Бельгия $25,000 — Грунт Турнир 2012                                            | Кирстен Флипкенс 6-2 6-1                                     | Миртиль Жорж                                |
| 30 июля     | Ребек, Бельгия $25,000 — Грунт Турнир 2012                                            | Диана Бузян Даниэлла Хармсен 6-4 6-2                         | Лесли Керкхове Марина Мельникова            |
| 30 июля     | Москва, Россия $25,000 — Грунт Турнир 2012                                            | Юлия Калабина 3-6 6-3 6-4                                    | Майя Кацитадзе                              |
| 30 июля     | Москва, Россия $25,000 — Грунт Турнир 2012                                            | Арина Родионова Валерия Соловьёва 6-3 6-3                    | Евгения Пашкова Анастасия Васильева         |
| 30 июля     | Трнава, Словакия $50,000 — Грунт Турнир 2012                                          | Анастасия Севастова Без игры                                 | Ана Савич                                   |
| 30 июля     | Трнава, Словакия $50,000 — Грунт Турнир 2012                                          | Елена Богдан Рената Ворачова 7-6(2) 6-4                      | Марта Домаховска Сандра Клеменшиц           |
| 30 июля     | Beijing International Challenger Пекин, Китай $75,000+H — Хард Турнир 2012            | Ван Цян 6-2, 6-4                                             | Чжань Юнжань                                |
| 30 июля     | Beijing International Challenger Пекин, Китай $75,000+H — Хард Турнир 2012            | Лю Ваньтин Сунь Шэннань 5-7 6-0 [10-7]                       | Чжань Цзиньвэй Хань Синьюнь                 |
| 30 июля     | Odlum Brown Vancouver Open Ванкувер, Канада $100,000 — Хард Турнир 2012               | Мэллори Бердетт 6-3, 6-0                                     | Джессика Пегула                             |
| 30 июля     | Odlum Brown Vancouver Open Ванкувер, Канада $100,000 — Хард Турнир 2012               | Юлия Глушко Оливия Роговска 6-4 5-7 [10-7]                   | Жаклин Како Натали Плускота                 |

### Август
| Дата начала | Турнир                                                                    | Чемпионки (Счёт финала)                                | Финалистки                                      |
| ----------- | ------------------------------------------------------------------------- | ------------------------------------------------------ | ----------------------------------------------- |
| 6 августа   | Пирот, Сербия $10,000 — Грунт Турнир 2012                                 | Теодора Мирчич 6-3 6-1                                 | Лина Джёрческа                                  |
| 6 августа   | Пирот, Сербия $10,000 — Грунт Турнир 2012                                 | Ралука Елена Платон Ева Ваканно 6-2 1-6 [10-8]         | Лина Джёрческа Далия Зафирова                   |
| 6 августа   | Пьештяны, Словакия $10,000 — Грунт Турнир 2012                            | Катерина Ванькова 6-3 6-1                              | Катерина Крамперова                             |
| 6 августа   | Пьештяны, Словакия $10,000 — Грунт Турнир 2012                            | Карин Моргошова Михаэла Похабова 6-3 6-2               | Симона Добра Луция Кригсманнова                 |
| 6 августа   | Бурса, Турция $10,000 — Грунт Турнир 2012                                 | Виктория Кан 7-6(4) 6-4                                | Лаура-Йоана Андрей                              |
| 6 августа   | Бурса, Турция $10,000 — Грунт Турнир 2012                                 | Лаура-Йоана Андрей Мелани Клаффнер 6-2 6-2             | Эрика Такао Рэми Тэдзука                        |
| 6 августа   | Арекипа, Перу $10,000 — Грунт Турнир 2012                                 | Аранса Салют 7-6(4) 4-6 6-1                            | Лусиана Сарменти                                |
| 6 августа   | Арекипа, Перу $10,000 — Грунт Турнир 2012                                 | Эдуарда Пиай Карина Вендитти 6-1 6-2                   | Фернанда Брито Ракель Пилтчер                   |
| 6 августа   | Хехинген, Германия $25,000 — Грунт Турнир 2012                            | Маша Зец-Пешкирич 6-0 6-4                              | Мервана Югич-Салкич                             |
| 6 августа   | Хехинген, Германия $25,000 — Грунт Турнир 2012                            | Мервана Югич-Салкич Сандра Клеменшиц 6-2 6-3           | Натела Дзаламидзе Рената Ворачова               |
| 6 августа   | Монтерони-д'Арбия, Италия $25,000 — Грунт Турнир 2012                     | Эстель Гисар 6-3 6-1                                   | Анна Шефер                                      |
| 6 августа   | Монтерони-д'Арбия, Италия $25,000 — Грунт Турнир 2012                     | Федерика ди Сарра Анастасия Гримальская 6-4 5-7 [10-7] | Аличе Балдуччи Карин Кнапп                      |
| 6 августа   | Коксейде, Бельгия $25,000 — Грунт Турнир 2012                             | Анника Бек 6-1 6-1                                     | Бибиана Схофс                                   |
| 6 августа   | Коксейде, Бельгия $25,000 — Грунт Турнир 2012                             | Диана Бузян Даниэлла Хармсен 3-6 6-3 [10-5]            | Миртиль Жоржес Селин Гескир                     |
| 6 августа   | EmblemHealth Bronx Open Бронкс, США $50,000 — Хард Турнир 2012            | Ромина Опранди 5-7 6-3 6-3                             | Анна Чакветадзе                                 |
| 6 августа   | EmblemHealth Bronx Open Бронкс, США $50,000 — Хард Турнир 2012            | Сюко Аояма Эрика Сэма 6-4 7-6(4)                       | Эри Ходзуми Мики Миямура                        |
| 13 августа  | Брчко, Босния и Герцеговина $10,000 — Грунт Турнир 2012                   | Елена Панджич 6-3 4-1 — отказ                          | Тамара Чурович                                  |
| 13 августа  | Брчко, Босния и Герцеговина $10,000 — Грунт Турнир 2012                   | Елена Панджич Карла Попович 6-3 6-2                    | Дагмара Баскова Тереза Маликова                 |
| 13 августа  | Бухарест, Румыния $10,000 — Грунт Турнир 2012                             | Лаура-Йоана Андрей 6-0 6-1                             | Катрин Шантрен                                  |
| 13 августа  | Бухарест, Румыния $10,000 — Грунт Турнир 2012                             | Лаура-Йоана Андрей Ралука-Елена Платон 3-6 6-2 [10-5]  | Юлия Хельбет Софико Каджая                      |
| 13 августа  | Инсбрук, Австрия $10,000 — Грунт Турнир 2012                              | Катерина Ванькова 6-1 4-6 6-4                          | Лена-Мари Хофманн                               |
| 13 августа  | Инсбрук, Австрия $10,000 — Грунт Турнир 2012                              | Ясмина Кайтазович Полона Реберсак 7-5 2-6 [20-18]      | Клара Доналова Ленка Кунчикова                  |
| 13 августа  | Стамбул, Турция $10,000 — Хард Турнир 2012                                | Мари Танака 6-0 6-2                                    | Юки Танака                                      |
| 13 августа  | Стамбул, Турция $10,000 — Хард Турнир 2012                                | Эрика Такао Рэми Тэдзука 2-6 7-6(1) [10-3]             | Нича Летпитаксинчай Пеангтарн Плипыч            |
| 13 августа  | Локри, Италия $10,000 — Грунт Турнир 2012                                 | Сара Соррибес Тормо 6-3 7-5                            | Анастасия Гримальская                           |
| 13 августа  | Локри, Италия $10,000 — Грунт Турнир 2012                                 | Деспина Папамихаил Сара Соррибес Тормо 6-1 6-0         | Кана Даниэль Анастасия Рубель                   |
| 13 августа  | Ратинген, Германия $10,000 — Грунт Турнир 2012                            | Лаура Зигемунд 6-2 6-1                                 | Кейтлин Хуриски                                 |
| 13 августа  | Ратинген, Германия $10,000 — Грунт Турнир 2012                            | Екатерина Горгодзе София Квацабая 6-3 6-4              | Ким-Алице Грайдек Сильвия Загорская             |
| 13 августа  | Трухильо, Перу $10,000 — Грунт Турнир 2012                                | Патрисия Ку-Флорес 6-3 6-7(5) 6-3                      | Фернанда Брито                                  |
| 13 августа  | Трухильо, Перу $10,000 — Грунт Турнир 2012                                | Аранса Салют Ана София Санчес 3-6 6-1 [11-9]           | Патрисия Ку-Флорес Катрин Габриэла Миранда-Чанг |
| 13 августа  | Вестенде, Бельгия $10,000 — Хард Турнир 2012                              | Дениз Хазанюк 6-4 2-6 7-6(5)                           | Ирина Рамьялизон                                |
| 13 августа  | Вестенде, Бельгия $10,000 — Хард Турнир 2012                              | Эми Боутелл Саманта Маррей 6-3 6-3                     | Стеффи Дистельманс Магали Кемпень               |
| 13 августа  | Казань, Россия $50,000+H — Хард Турнир 2012                               | Катерина Козлова 6-3 6-3                               | Тара Мур                                        |
| 13 августа  | Казань, Россия $50,000+H — Хард Турнир 2012                               | Валентина Ивахненко Катерина Козлова 6-4 6-7(6) [10-4] | Людмила Киченок Надежда Киченок                 |
| 20 августа  | Брауншвейг, Германия $10,000 — Грунт Турнир 2012                          | Катарина Ленерт 6-4 2-6 7-6(6)                         | Синди Бургер                                    |
| 20 августа  | Брауншвейг, Германия $10,000 — Грунт Турнир 2012                          | Ясмина Кайтазович Анна Смолина 6-1 6-3                 | Ким-Алице Грайдек Сильвия Загорская             |
| 20 августа  | Пёрчах-ам-Вёртер-Зе, Австрия $10,000 — Грунт Турнир 2012                  | Ивонн Нойвирт 5-7 6-3 6-3                              | Янина Толян                                     |
| 20 августа  | Пёрчах-ам-Вёртер-Зе, Австрия $10,000 — Грунт Турнир 2012                  | Анжелика Морателли Милана Шпремо 1-6 6-4 [10-4]        | Лара Михел Тесс Сужно                           |
| 20 августа  | Энсхеде, Нидерланды $10,000 — Грунт Турнир 2012                           | Элин Буйкенс 4-6 6-3 6-4                               | Каролина Даниэльс                               |
| 20 августа  | Энсхеде, Нидерланды $10,000 — Грунт Турнир 2012                           | Екатерина Горгодзе София Квацабая 6-4 1-6 [10-6]       | Ким Килсдонк Николетта ван Эйтерт               |
| 20 августа  | Тоди, Италия $10,000 — Грунт Турнир 2012                                  | Сара Соррибес Тормо 4-6 6-1 6-3                        | Росио де ла Торре-Санчес                        |
| 20 августа  | Тоди, Италия $10,000 — Грунт Турнир 2012                                  | Анастасия Рубель Сара Соррибес Тормо 6-1 6-0           | Алессия Камплоне Сара Суссарелло                |
| 20 августа  | Лима, Перу $10,000 — Грунт Турнир 2012                                    | Патрисия Ку Флорес 6-4 6-4                             | Мария Фернанда Алвес                            |
| 20 августа  | Лима, Перу $10,000 — Грунт Турнир 2012                                    | Эдуарда Пиай Карина Вендитти 6-4 3-6 [10-8]            | Аранса Салют Ана София Санчес                   |
| 20 августа  | Сан-Луис-Потоси, Мексика $10,000 — Хард Турнир 2012                       | Анетт Контавейт 6-1 6-1                                | Виктория Родригес                               |
| 20 августа  | Сан-Луис-Потоси, Мексика $10,000 — Хард Турнир 2012                       | Эмили Фаннинг Анетт Контавейт 6-0 6-3                  | Эрин Кларк Элизабет Феррис                      |
| 20 августа  | Шарлеруа, Бельгия $25,000 — Грунт Турнир 2012                             | Анна-Лена Фридзам 6-4 7-6(5)                           | Ангелика ван дер Мет                            |
| 20 августа  | Шарлеруа, Бельгия $25,000 — Грунт Турнир 2012                             | Северин Бельтрам Лора Торп 3-6 6-4 [10-7]              | Илона Кремень Диана Марцинкевич                 |
| 20 августа  | Прага, Чехия $25,000 — Грунт Турнир 2012                                  | Катажина Кава 6-4 6-1                                  | Рената Ворачова                                 |
| 20 августа  | Прага, Чехия $25,000 — Грунт Турнир 2012                                  | Джесика Малечкова Тереза Смиткова 6-1 6-4              | Анастасия Пивоварова Арина Родионова            |
| 27 августа  | Баньятика, Италия $10,000 — Грунт Турнир 2012                             | Мария Елена Камерин 7-6(5) 6-4                         | Карин Кнапп                                     |
| 27 августа  | Баньятика, Италия $10,000 — Грунт Турнир 2012                             | Федерика ди Сарра Анастасия Гримальская 7-5 6-2        | Татьяна Буа Клаудиа Джовине                     |
| 27 августа  | Казлано, Швейцария $10,000 — Грунт Турнир 2012                            | Катерина Ванькова 6-3 6-4                              | Дарья Сальникова                                |
| 27 августа  | Казлано, Швейцария $10,000 — Грунт Турнир 2012                            | Джулия Зуссарелло Сара Зуссарелло 6-2 1-6 [13-11]      | Диана Исаева Дарья Сальникова                   |
| 27 августа  | Kivennapa Ladies' Cup Санкт-Петербург, Россия $10,000 — Грунт Турнир 2012 | Александра Соснович 1-6 6-3 6-0                        | Полина Виноградова                              |
| 27 августа  | Kivennapa Ladies' Cup Санкт-Петербург, Россия $10,000 — Грунт Турнир 2012 | Ольга Дорошина Юлия Калабина 6-0 6-4                   | Дарья Лебешева Юлия Валетова                    |
| 27 августа  | Йонволь, Южная Корея $10,000 — Хард Турнир 2012                           | Ли Со Ра 6-4 4-6 6-3                                   | Хон Хён Хи                                      |
| 27 августа  | Йонволь, Южная Корея $10,000 — Хард Турнир 2012                           | Ким Сун Чун Ю Мин Хва 6-3 7-5                          | Хан На Рэ Чан Су Джон                           |
| 27 августа  | Роттердам, Нидерланды $10,000 — Грунт Турнир 2012                         | Екатерина Горгодзе 7-6(5) 2-6 6-4                      | Лесли Керкхове                                  |
| 27 августа  | Роттердам, Нидерланды $10,000 — Грунт Турнир 2012                         | Каролина Даниэльс Франциска Кёниг 6-3 6-4              | Анаис Лорендон Морган Понс                      |
| 27 августа  | Белград, Сербия $10,000 — Грунт Турнир 2012                               | Далия Зафирова 6-2 6-0                                 | Луция Бутковская                                |
| 27 августа  | Белград, Сербия $10,000 — Грунт Турнир 2012                               | Луция Бутковская Наталья Костич 6-0 6-3                | Карин Маргошова Михаэла Похабова                |
| 27 августа  | Газиантеп, Турция $10,000 — Хард Турнир 2012                              | Маргарита Лазарева 6-1 7-5                             | Нигина Абдураимова                              |
| 27 августа  | Газиантеп, Турция $10,000 — Хард Турнир 2012                              | Ольга Брозда Никола Горакова 6-4 6-2                   | Кристина Казимова Залина Хайрудинова            |
| 27 августа  | Осиек, Хорватия $10,000 — Грунт Турнир 2012                               | Ива Мековец 6-1 6-2                                    | Катерина Крамперова                             |
| 27 августа  | Осиек, Хорватия $10,000 — Грунт Турнир 2012                               | Анета Дворакова Барбора Крейчикова 6-4 3-6 [10-8]      | Катерина Крамперова Петра Крейсова              |
| 27 августа  | Мамая, Румыния $25,000 — Грунт Турнир 2012                                | Шэрон Фичмен 6-3 6-7(5) 6-3                            | Патрича Мария Циг                               |
| 27 августа  | Мамая, Румыния $25,000 — Грунт Турнир 2012                                | Елена Богдан Ралука Олару 7-6(4) 6-3                   | Данка Ковинич Тадея Маерич                      |
| 27 августа  | Цукуба, Япония $25,000 — Хард Турнир 2012                                 | Аки Ямасото 6-3 1-6 6-1                                | Риса Одзаки                                     |
| 27 августа  | Цукуба, Япония $25,000 — Хард Турнир 2012                                 | Луксика Кумкхум Варатчая Вонгтинчай 6-2 6-2            | Юрина Косино Мари Танака                        |
| 27 августа  | Кэрнс, Австралия $25,000 — Хард Турнир 2012                               | Саша Джонс 6-0 6-2                                     | Чжан Лин                                        |
| 27 августа  | Кэрнс, Австралия $25,000 — Хард Турнир 2012                               | Моника Адамчак Виктория Ларрьер 6-2 1-6 [10-5]         | Тайра Кальдервуд Тамми Паттерсон                |

### Сентябрь
| Дата начала | Турнир                                                                                            | Чемпионки (Счёт финала)                                    | Финалистки                                     |
| ----------- | ------------------------------------------------------------------------------------------------- | ---------------------------------------------------------- | ---------------------------------------------- |
| 3 сентября  | Триест, Италия $10,000 — Грунт Турнир 2012                                                        | Ива Мековец 6-3 6-2                                        | Татьяна Буа                                    |
| 3 сентября  | Триест, Италия $10,000 — Грунт Турнир 2012                                                        | Петра Крейсова Джесика Малечкова 7-6(4) 6-1                | Джулия Габба Аличе Саворетти                   |
| 3 сентября  | Анталья, Турция $10,000 — Хард Турнир 2012                                                        | Ана Богдан 6-3 6-2                                         | Мария Саккари                                  |
| 3 сентября  | Анталья, Турция $10,000 — Хард Турнир 2012                                                        | Ольга Брозда Никола Горакова 6-0 6-4                       | Дарья Шульженок Никола Вайдова                 |
| 3 сентября  | Белград, Сербия $10,000 — Грунт Турнир 2012                                                       | Наталья Костич 6-4 6-3                                     | Далия Зафирова                                 |
| 3 сентября  | Белград, Сербия $10,000 — Грунт Турнир 2012                                                       | Аня Прислан Кристина Шаховец 6-3 6-3                       | Луция Бутковская Камелия-Елена Христя          |
| 3 сентября  | Йонволь, Южная Корея $10,000 — Хард Турнир 2012                                                   | Чжан Юйсюань 7-6(2) 3-6 6-3                                | Вэнь Синь                                      |
| 3 сентября  | Йонволь, Южная Корея $10,000 — Хард Турнир 2012                                                   | Ким Чи Юн Ю Ми 7-5 6-4                                     | Чжан Наньнань Чжан Юйсюань                     |
| 3 сентября  | Энжи, Бельгия $10,000 — Грунт Турнир 2012                                                         | Катерина Ванькова 6-2 6-4                                  | Синди Бургер                                   |
| 3 сентября  | Энжи, Бельгия $10,000 — Грунт Турнир 2012                                                         | Каролина Даниэльс Лаура Шедер 6-4 6-1                      | Валентини Грамматикопулу Лена Лутцайер         |
| 3 сентября  | Буэнос-Айрес, Аргентина $10,000 — Грунт Турнир 2012                                               | Фернанда Брито 4-6 7-6(5) 6-4                              | Ванеса Фурланетто                              |
| 3 сентября  | Буэнос-Айрес, Аргентина $10,000 — Грунт Турнир 2012                                               | Андреа Бенитес Камила Сильва 6-3 6-0                       | Аранса Салют Ана София Санчес                  |
| 3 сентября  | Алфен-ан-ден-Рейн, Нидерланды $25,000 — Грунт Турнир 2012                                         | Сандра Заглавова 7-5 7-6(5)                                | Лесли Керкхове                                 |
| 3 сентября  | Алфен-ан-ден-Рейн, Нидерланды $25,000 — Грунт Турнир 2012                                         | Диана Бузян Даниэлла Хармсен 6-2 6-0                       | Коринна Дентони Юстина Оцга                    |
| 3 сентября  | Ното, Япония $25,000 — Трава Турнир 2012                                                          | Кадзуса Ито 6-2 6-4                                        | Миса Эгути                                     |
| 3 сентября  | Ното, Япония $25,000 — Трава Турнир 2012                                                          | Кумико Иидзима Акико Ёнэмура 6-1 4-6 [10-5]                | Мики Миямура Мари Танака                       |
| 3 сентября  | Рокгемптон, Австралия $25,000 — Хард Турнир 2012                                                  | Оливия Роговска 0-6 6-3 6-2                                | Саша Джонс                                     |
| 3 сентября  | Рокгемптон, Австралия $25,000 — Хард Турнир 2012                                                  | Аю-Фани Дамаянти Лавиния Тананта 5-7 7-6(2) [10-8]         | Нича Летпитаксинчай Пеангтарн Плипыч           |
| 3 сентября  | Местре, Италия $50,000 — Грунт Турнир 2012                                                        | Карин Кнапп 6-1 3-6 6-1                                    | Эстрелья Кабеса-Кандела                        |
| 3 сентября  | Местре, Италия $50,000 — Грунт Турнир 2012                                                        | Майлен Ору Мария Иригойен 5-7 6-4 [10-8]                   | Река-Луца Яни Теодора Мирчич                   |
| 10 сентября | Лерида, Испания $10,000 — Грунт Турнир 2012                                                       | Марин Парто 6-4 6-4                                        | Татьяна Буа                                    |
| 10 сентября | Лерида, Испания $10,000 — Грунт Турнир 2012                                                       | Татьяна Буа Ивонн Кавалье Реймерс 6-2 6-3                  | Корнелия Листер Кьяра Мендо                    |
| 10 сентября | Анталья, Турция $10,000 — Хард Турнир 2012                                                        | Анна Познихиренко 2-6 7-5 6-4                              | Ана Богдан                                     |
| 10 сентября | Анталья, Турция $10,000 — Хард Турнир 2012                                                        | Диана Боголий Марианна Закарлюк 7-5 6-4                    | Диана Исаева Юлия Калабина                     |
| 10 сентября | Киото, Япония $10,000 — Ковёр(i) Турнир 2012                                                      | Нао Хибино 6-4 2-6 6-2                                     | Юки Танака                                     |
| 10 сентября | Киото, Япония $10,000 — Ковёр(i) Турнир 2012                                                      | Нао Хибино Эми Мутагути 6-4 6-3                            | Мию Като Мисаки Мори                           |
| 10 сентября | Сан-Жозе-дус-Кампус, Бразилия $10,000 — Грунт Турнир 2012                                         | Лаура Пигосси 6-2 0-6 7-5                                  | Мария-Фернанда Алвес                           |
| 10 сентября | Сан-Жозе-дус-Кампус, Бразилия $10,000 — Грунт Турнир 2012                                         | Мария-Фернанда Алвес Лаура Пигосси 6-0 6-3                 | Паула Фейтоса Наталья Росси                    |
| 10 сентября | Астана, Казахстан $10,000 — Хард(i) Турнир 2012                                                   | Полина Монова 3-6 6-3 6-2                                  | Александра Романова                            |
| 10 сентября | Астана, Казахстан $10,000 — Хард(i) Турнир 2012                                                   | Полина Монова Яна Сизикова 6-3 6-2                         | Ульяна Айзатулина Елена Мальцева               |
| 10 сентября | Перейра, Колумбия $10,000 — Грунт Турнир 2012                                                     | Сесилия Коста Мельжар 6-2 6-3                              | Анастасия Харченко                             |
| 10 сентября | Перейра, Колумбия $10,000 — Грунт Турнир 2012                                                     | Сесилия Коста Мельжар Анастасия Харченко 6-1 6-0           | Габриэла Кольиторе Патрисия Ку Флорес          |
| 10 сентября | Буэнос-Айрес, Аргентина $10,000 — Грунт Турнир 2012                                               | Фернанда Брито 6-3 0-6 7-5                                 | Каталина Пелья                                 |
| 10 сентября | Буэнос-Айрес, Аргентина $10,000 — Грунт Турнир 2012                                               | Фернанда Брито Даниэла Сегель 6-1 6-3                      | София Луини Гваделупа Перес Рохас              |
| 10 сентября | Солсбери, Австралия $10,000 — Хард Турнир 2012                                                    | Шанель Симмондс 6-3 6-0                                    | Зузана Злохова                                 |
| 10 сентября | Солсбери, Австралия $10,000 — Хард Турнир 2012                                                    | Аю-Фани Дамаянти Лавиния Тананта 7-6(5) 6-0                | Элисон Бэй Салли Пирс                          |
| 10 сентября | Реддинг, США $25,000 — Хард Турнир 2012                                                           | Челси Галликсон 6-3 4-6 6-2                                | Элли Уилл                                      |
| 10 сентября | Реддинг, США $25,000 — Хард Турнир 2012                                                           | Жаклин Како Саназ Маранд 7-6(5) 7-5                        | Макол Харкинс Сюй Цзеюй                        |
| 10 сентября | Мон-де-Марсан, Франция $25,000 — Грунт Турнир 2012                                                | Тимея Бачински 6-2 3-6 6-2                                 | Тельяна Перейра                                |
| 10 сентября | Мон-де-Марсан, Франция $25,000 — Грунт Турнир 2012                                                | Тимея Бачински Михаэла Бузарнеску 6-4 6-1                  | Александрина Найденова Тельяна Перейра         |
| 10 сентября | Allianz Cup София, Болгария $25,000 — Грунт Турнир 2012                                           | Кристина-Андрея Миту 6-4 3-6 6-3                           | Шэрон Фичмен                                   |
| 10 сентября | Allianz Cup София, Болгария $25,000 — Грунт Турнир 2012                                           | Катажина Питер Барбара Собашкевич 7-5 6-1                  | Марина Мельникова Ралука Олару                 |
| 10 сентября | Международный теннисный турнир в Нинбо Нинбо, Китай $100,000+H — Хард Турнир 2012                 | Се Шувэй 6-2 6-2                                           | Чжан Шуай                                      |
| 10 сентября | Международный теннисный турнир в Нинбо Нинбо, Китай $100,000+H — Хард Турнир 2012                 | Сюко Аояма Чжан Кайчжэнь 6-2 7-5                           | Татьяна Лужанская Чжэн Сайсай                  |
| 17 сентября | Анталья, Турция $10,000 — Хард Турнир 2012                                                        | Ан-Софи Местах 6-3 6-2                                     | Юрина Косино                                   |
| 17 сентября | Анталья, Турция $10,000 — Хард Турнир 2012                                                        | Юрина Косино Канами Цудзи 7-5 6-2                          | Жуань Тинфэй Алёна Кипрот                      |
| 17 сентября | Мадрид, Испания $10,000 — Грунт Турнир 2012                                                       | Татьяна Буа 6-3 7-5                                        | Аманда Каррерас                                |
| 17 сентября | Мадрид, Испания $10,000 — Грунт Турнир 2012                                                       | Татьяна Буа Лусия Сервера-Васкес 3-6 6-1 [10-7]            | Ивонн Кавалье Реймерс Исабель Раписарда-Кальво |
| 17 сентября | Богота, Колумбия $10,000 — Грунт Турнир 2012                                                      | Сесилия Коста Мелгар 1-6 6-3 6-4                           | Юлиана Лисарасо                                |
| 17 сентября | Богота, Колумбия $10,000 — Грунт Турнир 2012                                                      | Юлиана Лисарасо Лаура Пигосси 6-2 6-2                      | Блер Шенкл Лаура Укрос                         |
| 17 сентября | Шарм-эш-Шейх, Египет $10,000 — Хард Турнир 2012                                                   | Белинда Бенчич 6-3 7-6(4)                                  | Фатма Аль Набхани                              |
| 17 сентября | Шарм-эш-Шейх, Египет $10,000 — Хард Турнир 2012                                                   | Белинда Бенчич Лу Брюло 7-6(3) 3-6 [10-6]                  | Ольга Брозда Анна Пивень                       |
| 17 сентября | Вилья-Альенде, Аргентина $10,000 — Грунт Турнир 2012                                              | Каталина Пелья 3-6 7-5 7-6(4)                              | Камила Сильва                                  |
| 17 сентября | Вилья-Альенде, Аргентина $10,000 — Грунт Турнир 2012                                              | Виктория Босио Каталина Пелья 7-6(6) 6-7(3) [10-7]         | Андреа Бенитес Лусиана Сарменти                |
| 17 сентября | Батуми, Грузия $15,000 — Хард Турнир 2012                                                         | Ани Амирагян 6-1 6-3                                       | Анна Шкудун                                    |
| 17 сентября | Батуми, Грузия $15,000 — Хард Турнир 2012                                                         | Юлия Калабина Евгения Пашкова 7-6(5) 6-1                   | Алёна Фомина Анна Шкудун                       |
| 17 сентября | Шымкент, Казахстан $25,000 — Хард Турнир 2012                                                     | Катерина Козлова 6-3 4-6 6-4                               | Анна Данилина                                  |
| 17 сентября | Шымкент, Казахстан $25,000 — Хард Турнир 2012                                                     | Валентина Ивахненко Катерина Козлова 6-2 6-4               | Нигина Абдураимова Ксения Палкина              |
| 17 сентября | Йошкар-Ола, Россия $25,000 — Хард(i) Турнир 2012                                                  | Маргарита Гаспарян 7-5 7-6(3)                              | Надежда Киченок                                |
| 17 сентября | Йошкар-Ола, Россия $25,000 — Хард(i) Турнир 2012                                                  | Маргарита Гаспарян Вероника Капшай 6-4 2-6 [11-9]          | Ирина Бурячок Валерия Соловьёва                |
| 17 сентября | Открытый чемпионат Сен-Мало по теннису среди женщин Сен-Мало, Франция $25,000 — Грунт Турнир 2012 | Марина Заневская 6-2 6-7(5) 6-0                            | Эстрелья Кабеса Кандела                        |
| 17 сентября | Открытый чемпионат Сен-Мало по теннису среди женщин Сен-Мало, Франция $25,000 — Грунт Турнир 2012 | Пемра Озген Алёна Сотникова 6-4 7-6(6)                     | Александрина Найденова Тельяна Перейра         |
| 17 сентября | Порт-Пири, Австралия $25,000 — Хард Турнир 2012                                                   | Саша Джонс 6-2 7-5                                         | Оливия Роговска                                |
| 17 сентября | Порт-Пири, Австралия $25,000 — Хард Турнир 2012                                                   | Саша Джонс Салли Пирс 6-4 6-2                              | Стефани Бенгсон Шанель Симмондс                |
| 17 сентября | Добрич, Болгария $25,000 — Грунт Турнир 2012                                                      | Анна Шефер 6-2 6-2                                         | Ангелика ван дер Мет                           |
| 17 сентября | Добрич, Болгария $25,000 — Грунт Турнир 2012                                                      | Катажина Питер Барбара Собашкевич 6-2 7-5                  | Лиза Сабино Анна Шефер                         |
| 17 сентября | Подгорица, Черногория $50,000 — Грунт Турнир 2012                                                 | Рената Ворачова 3-6 6-2 6-0                                | Мария Елена Камерин                            |
| 17 сентября | Подгорица, Черногория $50,000 — Грунт Турнир 2012                                                 | Николь Клерико Анна Цая 4-6 6-3 [11-9]                     | Майлен Ору Мария Иригойен                      |
| 17 сентября | AEGON GB Pro-Series Shrewsbury Шрусбери, Великобритания $75,000 — Хард(i) Турнир 2012             | Анника Бек 6-2 6-4                                         | Штефани Фёгеле                                 |
| 17 сентября | AEGON GB Pro-Series Shrewsbury Шрусбери, Великобритания $75,000 — Хард(i) Турнир 2012             | Весна Долонц Штефани Фёгеле 6-1 6-7(3) [15-13]             | Каролина Плишкова Кристина Плишкова            |
| 17 сентября | Coleman Vision Tennis Championships Альбукерке, США $75,000 — Хард Турнир 2012                    | Мария Санчес 6-1 6-1                                       | Лорен Дэвис                                    |
| 17 сентября | Coleman Vision Tennis Championships Альбукерке, США $75,000 — Хард Турнир 2012                    | Эйжа Мухаммад Ясмин Шнак 6-2 1-6 [12-10]                   | Ирина Фалькони Мария Санчес                    |
| 24 сентября | Амелия-Айленд, США $10,000 — Грунт Турнир 2012                                                    | Джейми Лёб 6-3 7-5                                         | Мари Осака                                     |
| 24 сентября | Амелия-Айленд, США $10,000 — Грунт Турнир 2012                                                    | Мария-Фернанда Альварес-Теран Мария-Фернанда Алвес 6-2 6-2 | Элизабет Феррис Анастасия Харченко             |
| 24 сентября | Анталья, Турция $10,000 — Грунт Турнир 2012                                                       | Йована Якшич 7-5 7-5                                       | Зузана Залабска                                |
| 24 сентября | Анталья, Турция $10,000 — Грунт Турнир 2012                                                       | Анаис Лорендон Катерина Ванькова 7-5 6-3                   | Диана Бузян Бьянка Хинку                       |
| 24 сентября | Гулбарга, Индия $10,000 — Хард Турнир 2012                                                        | Прерна Бхамбри 6-2 6-2                                     | Ян Цзы                                         |
| 24 сентября | Гулбарга, Индия $10,000 — Хард Турнир 2012                                                        | Ким Хэ Сун Ким Чу Ын 6-1 6-1                               | Ли Пэй Цзи Ян Цзясян                           |
| 24 сентября | Мадрид, Испания $10,000 — Грунт Турнир 2012                                                       | Александрина Найденова 6-0 6-4                             | Жад Суврейн                                    |
| 24 сентября | Мадрид, Испания $10,000 — Грунт Турнир 2012                                                       | Малу Эйдесгард Александрина Найденова 5-7 6-3 [10-3]       | Татьяна Буа Ивонн Кавалье Реймерс              |
| 24 сентября | Прага, Чехия $10,000 — Грунт Турнир 2012                                                          | Магда Линетт 6-2 7-6(7)                                    | Зузана Лукнарова                               |
| 24 сентября | Прага, Чехия $10,000 — Грунт Турнир 2012                                                          | Люси Браун Анжелика Морателли 6-3 5-7 [10-6]               | Катерина Крамперова Магда Линетт               |
| 24 сентября | Шарм-эш-Шейх, Египет $10,000 — Хард Турнир 2012                                                   | Белинда Бенчич 6-4 6-0                                     | Барбара Хаас                                   |
| 24 сентября | Шарм-эш-Шейх, Египет $10,000 — Хард Турнир 2012                                                   | Ольга Брозда Лу Цзясян 7-5 6-2                             | Фатма Аль Набхани Лидия Морозова               |
| 24 сентября | Варна, Болгария $10,000 — Грунт Турнир 2012                                                       | Виктория Томова 6-1 6-4                                    | Анастасия Васильева                            |
| 24 сентября | Варна, Болгария $10,000 — Грунт Турнир 2012                                                       | Михаэла Був Анастасия Васильева 6-1 7-5                    | Борислава Ботушарова Виктория Томова           |
| 24 сентября | Клермон-Ферран, Франция $25,000 — Хард(i) Турнир 2012                                             | Штефани Фёгеле 6-4 6-1                                     | Татьяна Малек                                  |
| 24 сентября | Клермон-Ферран, Франция $25,000 — Хард(i) Турнир 2012                                             | Диана Марцинкевич Бибиана Схофс 6-3 6-0                    | Саманта Маррей Джада Уиндли                    |
| 24 сентября | Лас-Вегас, США $50,000 — Хард Турнир 2012                                                         | Лорен Дэвис 6-7(5) 6-2 6-2                                 | Шелби Роджерс                                  |
| 24 сентября | Лас-Вегас, США $50,000 — Хард Турнир 2012                                                         | Анастасия Родионова Арина Родионова 6-2 2-6 [10-6]         | Елена Бовина Эдина Галловиц-Холл               |
| 24 сентября | Телави, Грузия $50,000 — Грунт Турнир 2012                                                        | Элина Свитолина 6-1 6-2                                    | Леся Цуренко                                   |
| 24 сентября | Телави, Грузия $50,000 — Грунт Турнир 2012                                                        | Река-Луца Яни Кристина Шаховец 3-6 6-4 [10-6]              | Екатерина Деголевич Оксана Калашникова         |